# داليا (فلسطين)
داليا مستعمرة (كيبوتس) في شمال فلسطين المحتلة. تقع في الجليل وتبعد 30 كم عن حيفا. تأسست في عام 1939 من قبل مهاجرين من رومانيا وترانسيلفانيا.